# Jopiórskaya
Jopiórskaya (del ruso: Хопёрская) es una stanitsa del raión de Tijoretsk del krai de Krasnodar, en Rusia. Está situado a orillas del arroyo Sturnova, afluente por la derecha del río Chelbas, 32 km al sudeste de Tijoretsk y 128 km al nordeste de Krasnodar, la capital del krai. Tenía 2 102 habitantes en 2010
Es cabeza del municipio Jopiórskoye, al que pertenecen asimismo Karasiov, Krasni, Kultura, Léninski, Nejvoroshchanski, Privolni, Fedorenko, Chelbas y Chkalova. En su conjunto tenía 2 476 habitantes.

## Historia
La localidad fue fundada  como jútor Jopiorski en 1891 como parcela adicional de Bekéshevskaya, en el actual krai de Stávropol. No más tarde de 1908 fue elevada al rango de stanitsa y rebautizada con el nombre actual.